# 阿部謙四郎
阿部 謙四郎（あべ けんしろう、1915年〈大正4年〉12月15日 - 1985年〈昭和60年〉12月1日）は、日本の柔道家、合気道家、剣道家である。柔道7段（1960年代末に8段を授与されたとする情報もある）、合気道6段、剣道6段。
日本では戦前の著名な柔道家として知られる。戦後は日本の柔道界と対立して1955年にイギリスに渡った。イギリスではKenshiro Abbeの名で、1960年代のイギリスに合気道・剣道などを紹介した人物として知られる。1960年代にイギリス柔道カウンシル(BJC)を設立した。求心道(Kyūshindō)を創始し、その理論に基づいて武道を教える道場が現在も多くある。

## 若年期
1915年12月15日に徳島県名西郡浦庄村字上浦に生まれた。父は地元の学校の校長で剣道の指導者だった阿部利蔵、母はコトだった。両親の間には4男5女の子供がおり、阿部は末っ子だった。1919年9月4日、阿部が3歳のとき、父は山中での稽古中に鉄砲水で溺死した。阿部の学校の教師が彼の父親的な存在となり、彼を相撲などの武道の道へと導いた。
旧制麻植中学校（現徳島県立川島高等学校）に3年生で編入して柔道部に入部、中本和平(不動真徳流體術師範、大日本武徳会徳島支部柔道教授)の指導で稽古に精進し、5年生のときに三段に昇段した。京都の大日本武徳会武道専門学校（武専）に実技2番で入学した。

## 武専にて
1934年、阿部は母と妹とともに京都に移り住み、武専で柔道と剣道を修行した。剣道は小川金之助十段に師事した。小川は当時75歳だったが、未だに弟子や若い指導者には手が出せないほどの腕前だったという。武専では毎週土曜日の午後、伝統に則って柔道の大会が開催されていた。阿部は5人の相手と5分間連続して戦い、全勝、あるいはほぼ全勝であった。武専在籍の初年には柔道4段に昇段した。2年目の秋に5段に昇段し、その頃には20人の相手と連続して戦っていたと言われている。
武専在籍中には、京都帝国大学の田邊元の哲学教室にも在籍した。妹の豊子は、この頃天道流薙刀の美田村千代に師事し、以降生涯に渡って薙刀術に関わった。
武専卒業後はその助教となり、大阪府警や京都の高等学校の教官も務めた。1936年11月には柔道教士号を拝受。1937年、武徳会より柔道6段に昇段した。
武専在籍中、阿部は合気道の創始者である植芝盛平と出会い、合気道を学んだ。植芝盛平はこのとき60歳であり、阿部の2倍の年齢であった。阿部が初めて植芝と出会ったのは、柔道の試合に向かうために夜汽車に乗っているときだった。阿部は向かいの席に座っている老人が自分のことを見ているのに気づき「何を見ているんだ」と話しかけると、相手は自分のことを知っているという。相手は植芝盛平であると名乗ったが、その名を知らず、特に興味もなかった阿部は寝ようとした。すると植芝は小指を突き出し、「この指を折ってみろ」と言った。阿部は思いっきり指を握ったが、その瞬間に阿部は床に組み伏せられていた。阿部はすぐさま弟子入りを志願したという。阿部は植芝のもとで10年間合気道を学び、最終的には6段となった。

### 木村政彦を破る
1936年（昭和11年）4月11日、福岡市で開催された第1回全日本東西対抗柔道大会（東西両軍32人ずつの抜き試合）に出場した。早稲田大学の永光伝や三船門下の堀野忠文、明治大学出身の西田東生の3人を抜き、4人目の明治大学姿節雄に抑え込みで敗れている。同年5月31日、宮内省皇宮警察が主催した柔道五段選抜試合で木村政彦を破った。この試合は朝日新聞の6月1日運動面に記録が残っており、阿部、木村ら5人が出場し、総当たり戦で阿部が4勝したという。木村の師匠・牛島辰熊が「木村は東京へ来てから、誰にもほんとには負けたことはなかったですけど、ただいっぺん済寧館で武専の阿部と試合したときだけはですね、阿部に完全にあつかわれて投げられたとです」と後日回想している。

## 陸軍にて
1937年（昭和12年）、陸軍歩兵第43連隊に徴兵され、満州の駐屯地に赴任した。その間、柔道の訓練は出来なかったが、剣道の訓練は続けた。阿部が求心道の哲学を練り始めたのはこの時期である。1941年（昭和16年）に除隊し、京都に戻って結婚した。しかし、同年の末にかつての上官に呼び戻されて中尉として再入隊し、終戦まで従軍することとなった。阿部は徳島県の駐屯地に配属され、ここで銃剣道を学んだ。
阿部は、柔道選手としての最盛期を軍隊生活に費やした。阿部は晩年、「私の生涯は昭和12年6月に、現役で入隊したあのときまでで実は終わっていた」と語った。

## 戦後
1945年（昭和20年）、武徳会は阿部を柔道7段、剣道6段に昇段させた。しかし、第二次世界大戦の終結に伴い、1946年（昭和21年）、大日本武徳会は占領軍指令により解散させられ、武専も閉鎖され、総裁の梨本宮守正王は戦犯として逮捕された。阿部はこれに対し、釈放嘆願の署名活動を行なった。
阿部は京都市警察の柔道師範を務め、同志社大学でも柔道を教えた。阿部は大日本武徳会解散後に柔道界を独占するようになった講道館への批判を繰り返し、七段を書留小包で講道館に返上した。大日本武徳会の再建を唱え続けた阿部は、日本の柔道界から孤立していった。

## 渡英
1955年（昭和30年）、阿部は「欧州武徳会を作る」と宣言してイギリスに渡った。これはロンドン柔道協会(LJS)の招聘によるものである。しかし、ロンドンには既に小泉軍治がおり、講道館と結びついて基盤を築いていた。阿部はイギリスで初めて合気道を教えた。この年、阿部はLJSとロンドンのロイヤル・アルバート・ホールで合気道のデモンストレーションを行った。LJSでは、阿部は2つの問題を感じるようになった。第一は、LJSのメンバーが自分の理論よりも競技に関心を持っていると感じたこと、第二は、メンバーが地位と経験のある武術家としての敬意を持って阿部を扱っていないと感じたことである。国際武道カウンシル(IBC)によると、阿部は1955年にIBCを設立した。
1956年には阿部はLJSから離れ、ロンドンのヒリンドン区のパブの裏手に「ザ・ハット」という愛称の道場を開設し、柔道や合気道を教えていた。稽古は厳しく、阿部は英語がうまくないことから、しばしば姿勢のおかしい部分を竹刀で叩いていた。阿部は「私の英語は下手だが、竹刀は流暢に話す」と言っていた。
阿部は1958年にイギリス柔道カウンシル(BJC)を設立し、他に合気道、空手、剣道、弓道の団体も設立しようとした。この時期、阿部はイギリスやヨーロッパの各地を訪問し、また、イギリスで教えるために日本の武術家を招聘していた。その中には、松濤館空手の原田満祐や合気道の阿部正などがいた。この間、阿部の家族は日本に残った。阿部は家族をロンドンに呼び寄せたが、家族が拒否したという。
阿部は1960年に交通事故に巻き込まれ、首の重度の後遺症が生涯に渡って残った。正確な日付は不明だが、阿部は1960年末までに柔道8段に昇段していた。1960年代後半の複数の独立した資料で、8段の箇所に阿部の名前が記載されている。また、柔道、合気道、剣道の段位に加え、空手5段のほか、弓道、銃剣道でも段位を保持していた。
元祖ケンドー・ナガサキとして知られるイギリスのプロレスラー、ピーター・ソーンリーは、1960年代初頭に阿部から柔道と剣道の指導を受け、ケンドー・ナガサキのギミックで使用していた日本刀は阿部から贈られたものだったと語っている。
1964年（昭和39年）、阿部は1964年東京オリンピック開催にあわせて日本に帰国した。阿部は植芝盛平に会い、イギリスでの合気道の発展の状況を報告し、イギリスにもう一人指導者を派遣してほしいと依頼した。1966年、植芝は千葉和雄（T.K.チバ）をイギリスに派遣し、阿部が始めた活動を継続させた。1968年（昭和43年）12月に再び一時帰国した際、京都の旧武徳殿に「求心道」と称する道場の看板を勝手に掲げ、入門者を募集した。しかし入門者は一人も来なかった。阿部がイギリスを離れている間に、解雇されたBJCの幹部と数名の上級指導員がBJCの財政的・組織的資源を横領し、自分たちのBJCグループを立ち上げた。阿部はこの状況を見て錯乱し、元同僚に組織の再建を手伝ってほしいと頼んだが拒否された。その後、阿部はイギリスを離れ、二度と戻ることはなかった。

## 晩年と死去
その後長らく消息が不明となっていたが、『当世畸人伝』で阿部の生涯についての文章を執筆していた作家・白崎秀雄がその居所を探し続け、1985年（昭和60年）、埼玉県秩父市の老人ホームにいることを突き止めた。同年7月、白崎は阿部にインタビューした。同書によると木村政彦からの勝利にも「あのとき私はチャンスにめぐまれたんです」「宙に舞わせたの、あつかったというのは大げさです」と謙虚に語ったという。
1985年11月17日に脳卒中を患って入院し、12月1日に死去した。少なくとも2つの情報源によると、生前の遺志に従い、埼玉大学への献体が行われたため、葬儀はその後となった。葬儀は1986年（昭和61年）6月10日に郷里徳島の眉山の麓にある瑞巌寺で行われ、遺骨は阿部家の墓に埋葬された。戒名は聖徳院四海求心貫通大居士である。ロビンソン（2007年）は、「阿部は、剣道、合気道、空手、弓道、銃剣道、居合道、槍道、長刀道をヨーロッパに紹介した師匠であるが、一人で亡くなり、ほとんど忘れ去られてしまった」と書いている。